# Svartbandad fruktduva
Svartbandad fruktduva (Ptilinopus alligator) är en fågelart i familjen duvor inom ordningen duvfåglar.

## Utseende och läte
Svartbandad fruktduva är en mycket stor svartvit duva. Den har gulvitt på huvud och bröst, ett svart bröstband och grå buk. Ovan är den mörkgrå på vingar och stjärt. På den svartaktiga stjärten syns en ljus spets. Lätet är ett långsamt och upprepat dånande.

## Utbredning och systematik
Fågeln förekommer i västra förkastningsbranten i Arnhem Land i nordcentrala Australien. Den behandlas som monotypisk, det vill säga att den inte delas in i några underarter.

## Levnadssätt
Svartbandad fruktduva är en skogslevande fågel som ses enstaka eller i smågrupper i stora fruktbärande träd, bland annat intill sandstensförkastningar i Kakadu National Park. 

## Status
Svartbandad fruktduva har ett begränsat utbredningsområde, men beståndet anses vara stabilt. IUCN kategoriserar arten som livskraftig.

## Namn
Fågelns vetenskapliga artnamn syftar på South Alligator River, i Arnhem Land, Australien.